# Salvia microstegia
Salvia microstegia är en kransblommig växtart som beskrevs av Pierre Edmond Boissier och Benedict Balansa. Salvia microstegia ingår i släktet salvior, och familjen kransblommiga växter. Inga underarter finns listade i Catalogue of Life.